# 윌리엄 헨리 요새

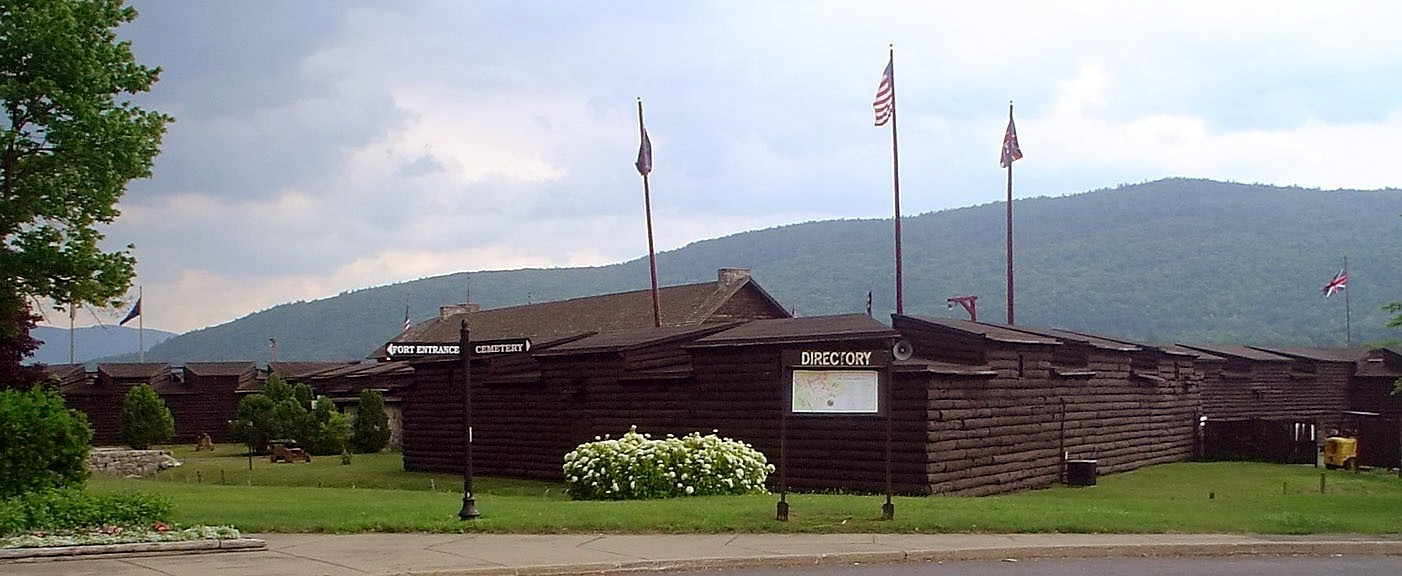

윌리엄 헨리 요새(Fort William Henry)는 한때 뉴욕 식민지 조지 호수 남단에 있던 영국군 요새이다. 이 요새는 1757년의 윌리엄 헨리 요새 전투에서 항복한 영국병사들을 인디언들이 잔학하게 죽인 것으로 유명하며, 이 잔학 행위는 1826년 1월에 초판된, 제임스 페니모어 쿠퍼의 《모히칸 족의 최후》의 주제가 되었다.
1757년 전투 이후 프랑스는 요새를 부수고 퇴각했다. 이후 조지 요새 부근에 세워진 적도 있으며, 윌리엄 헨리 요새의 부지는 그대로 남아있다가, 19세기에 풍경이 아름다운 곳으로 알려져 있었다. 1950년대, 역사에 관심을 가진 사람들이 요새를 복원하여 지금은 박물관으로 남아있으며, 레이크 조지 타운의 관광의 중심이 되고 있다.

## 요새 건설
1755년 8월, 윌리엄 존슨 경과 3,000에서 4,000에 달하는 대륙군은 락 세인트 세크리멘트(Lac St. Sacrement)에 주둔을 했고, 그때 존슨은 때 영국 국왕의 이름을 따서 이 호수를 ‘조지 호수’로 개명했다. 한편, 프랑스군 디스카우 장군은 야영지에서 조지 호수를 끼고 건너편에 있는 타이컨데로가 땅에 프랑스군, 뉴프랑스 민병대에 인디언 예비군을 편성하고 과감히 에드워드 요새를 향해 진군을 시작했다. 글렌 폴스 주변에 도착하여 그 때 "블러디 모닝 척후대(The Bloody Morning Scout)가 일어나 그것이 조지 호수 전투로 발전하고 이 전투에서 디스카우가 이끄는 프랑스군은 패퇴했다. 이것으로 영국군은 이 땅이 얼마나 중요한지를 깨닫고 여기에 요새를 짓기로했다. 호수 건너편에서는 프랑스가 카리용 요새를 건축 중이었다.